# Albano Bizzarri
Albano Bizzarri (Villa María, província de Córdoba (Argentina), 9 de novembre de 1977) és un exfutbolista argentí que ocupava la posició de porter.

## Trajectòria
Va iniciar la seua carrera al Racing Club de Avellaneda, de la màxima categoria argentina. La seua progressió va possibilitar que el Reial Madrid el fitxara el 1999, però, l'aparició d'Iker Casillas, va fer que haver de disputar la posició de segon porter amb l'alemany Bodo Illgner.
L'estiu del 2000 és transferit al Reial Valladolid. Durant sis anys va formar part del planter castellà. Va ser titular gairebé en tot aquest període, jugant tots els partits de lliga entre 2002 i 2004. Per contra, la temporada 01/02 no va disputar ni un sol minut. Entre 2004 i 2006, amb el Valladolid a Segona Divisió, va seguir de titular. La temporada 06/07 hi retorna a la màxima categoria al fitxar pel Nàstic de Tarragona, que seria cuer.
Al juny del 2007 signa per la Calcio Catania. Eixe any és suplent de Polito, però a l'any següent, l'arribada de Walter Zenga a la banqueta siciliana el va fer titular, on va quallar bones actuacions. Al final de la temporada 08/09, va admetre que no continuaria a la Catania, per la qual cosa Zenga el va posar a la banqueta, donant l'alternativa a l'eslovac Tomáš Košický.
Per a la temporada 09/10, s'incorpora a les files de la SS Lazio.

## Selecció
Tot i no haver debutat amb la selecció argentina, Bizzarri va ser convocat per l'esquadra del seu país que va acudir a la Copa Amèrica de 1999.